# Штраус, Астрид
Астрид Штраус (нем. Astrid Strauß; род. 24 декабря 1968 года, Восточный Берлин, ГДР) — германская пловчиха. Специализируется в плавании вольным стилем на средних дистанциях (400, 800, и 1500 метров).
Она участвовала только в одних Олимпийских играх и выиграла серебряную медаль в заплыве на 800 метров. Это было её единственное участие в Олимпиаде.
Ушла из большого спорта в 1993 году.
Личные рекорды:
- 400 метров вольный стиль: 4:09,16
- 800 метров вольный стиль: 8:22,09
- 1500 метров вольный стиль: 16:32,41[4]